# Lasioglossum amicum
Lasioglossum amicum är en biart som först beskrevs av Cockerell 1897.  Lasioglossum amicum ingår i släktet smalbin, och familjen vägbin. Inga underarter finns listade i Catalogue of Life.